# Калитиново
Калитиново (болг. Калитиново) — село в Болгарии. Находится в Старозагорской области, входит в общину Стара-Загора. В некоторых дореволюционных русскоязычных источниках этот населённый пункт описывается как Джуранлы или Джуранли.
Население составляет 861 человек.

## История
В военную историю город вошёл благодаря одной из ключевых битв Русско-турецкой войны 1877—1878 гг. произошедшей здесь 19 июля 1877 года между частями русской императорской армии и армией Османской империи и союзниками последней.

## Политическая ситуация
В местном кметстве Калитиново, в состав которого входит Калитиново, должность кмета (старосты) исполняет Недялко Димитров Илиев (движение «За свободу и справедливость») по результатам выборов.
Кмет (мэр) общины Стара-Загора — Светлин Танчев (Граждане за европейское развитие Болгарии (ГЕРБ)) по результатам выборов.